# لافيل فيلتون
لافيل فيلتون (بالإنجليزية: Lavelle Felton)‏ مواليد 05 أكتوبر 1979 في ميلواكي - الوفاة 13 أغسطس 2009، كان لاعب كرة سلة أمريكي. بدأ مسيرته الاحترافية في سنة 2003. بلغ طوله 6 قدم 4 بوصة (1.9 م). توفي بعد تعرضه إلى إطلاق نار.

## المسيرة الاحترافية
لعب مع نادي إراكليس سالونيك لكرة السلة في موسم 2005–2006، ثم لعب مع أسفيل باسكت في الدوري الفرنسي في سنة 2006، ثم لعب مع نادي إيه إي كي لكرة السلة في موسم 2006–2007.

## روابط خارجية
- لافيل فيلتون على موقع كرة السلة الأوروبية.كوم (الإنجليزية)
- لافيل فيلتون على موقع كلية كرة السلة في سبورتس رفرنس.كوم (الإنجليزية)
- لافيل فيلتون على موقع ريلجم (الإنجليزية)
- لافيل فيلتون على موقع بروبوليرز (الإنجليزية)
- لافيل فيلتون على موقع سبورتس رفرنس (الإنجليزية)